# くりこま山車まつり
くりこま山車まつり（くりこまだしまつり）は、宮城県栗原市栗駒岩ヶ崎地区で開催される夏祭りで、宵祭と本祭の2日間行われる。

## 概要
藩政時代（江戸時代）の五穀豊穣を祈願する「新田の大早苗振り」が現在に伝わるもので、300年の伝統がある。元々領内住民の農事に対する慰安として、「飾り山」として固定されたものだった。のちに、人々の肩にかつがれたため「かつぎ山」と称され、近年になって豪華に飾り付けられた山車が町内を練り歩く祭りとなった。お囃子は独特のもので、宵祭では鳥舞、手踊り、おはやし競演会などの他、山車の夜間巡行などの賑やかなパレードがあり、本祭はお囃子しの一斎演奏の後、9台の山車が町内を巡行する。栗原よさこい祭りも行われる。

## 沿革
- 2015年（平成27年） - 7月25日、7月26日 栗原市合併10周年記念特別芸能として、小迫延年の舞が披露される。

## 会場
- 〒989-5301 宮城県栗原市栗駒岩ケ崎馬場通り他

## 主催
- くりこま山車まつり実行委員会

## 期間
- 毎年7月下旬の土曜日・日曜日

（2015年の場合、7月25日・7月26日）
7月25日（土曜日）14:15〜21:00
7月26日（日曜日）9:30〜17:15

## 駐車場・交通規制
- 無料駐車場あり（係員が誘導）
- 交通規制あり

## アクセス
- 東北自動車道若柳金成ICより車で約20分